# Битва за Кону
Битва за Кону — битва за місто між малійською армією і ісламістами з руху за єдність і джихад в Західній Африці і Ансар Дайн під час громадянської війни в Малі, що викликало французьку інтервенцію.
В середині січня 2013, бойовики радикальних ісламістських угрупувань почали наступ на південь держави. 10 січня вони захопили населений пункт Кона Проте, вже 11 січня урядові війська відбили атаку ісламістів і захопили Кону, за активною збройною підтримкою Франції. Французи надали урядовим військам підтримку з повітря, задіявши два вертольоти і чотири літаки Mirage 2000. Командування армії Малі відразу ж після закінчення бойових дій заявило про більш ніж 100 убитих ісламістів і 30 знищених автомобілів. Проте, агентство Франс Прес повідомило, що в місті нараховано 46 вбитих повстанців, а французьке командування дало відомості про 4 знищених автомобілів. У боях за Кону загинув французький пілот "вертольота «Газель», також за інформацією газети USA Today повстанцям вдалося збити французький вертоліт. За словами французького командування, вертоліт збитий зброєю, якою моджахеди заволоділи під час недавньої війни в Лівії, в ході який був повалений Муаммар Каддафі. Урядові війська Малі, за офіційними даними, втратили 11 чоловік убитими і 60 пораненими. За відомостями очевидців, втрати урядових військ досягли декількох десятків чоловік убитими. Телеканал Аль-Джазіра передав відомості про як мінімум дванадцяти взятих у полон солдатів армії Малі. Але пізніше, 15 січня 2013 року, французька сторона спростувала раніше надходили заяви про перехід міста під контроль малійських урядових військ, Кона все ще залишалася під контролем повстанців.
18 січня представники уряду Малі ще раз оголосили про взяття міста Кона.